# Lingapura, Narasimharajapura
Lingapura là một làng thuộc tehsil Narasimharajapura, huyện Chikmagalur, bang Karnataka, Ấn Độ.